# おかなつこ
おか なつこ (8月23日 - ) は、日本のナレーター・女性声優である。埼玉県出身。

## 人物
以前はオフィスもりに所属し、フリー期間を経て、ザ・ユニバース、アトミックモンキーで活動していた。

## 出演作品

### テレビアニメ
- うえきの法則（婦長、メープル）

### OVA
- ポカポカ村の危機（大蔵財務協会）（チョビ）

### 吹き替え
- ザ・ホワイトハウス シーズン7（エレン）

### ナレーション
- みなと銀行（Web CM）
- わんこ THE MOVIE（特典映像）
- 大!天才てれびくん（NHK Eテレ）
- Let's天才てれびくん（NHK Eテレ）
- みうらじゅん&山田五郎の親爺同志
- ぶらり温泉 健美の旅
- SL大図鑑[3]
- 教えて・からだのミカタ（BS-TBS）
- 火曜サスペンス劇場「那須・四季通信」（声のみ）
- スーパーJチャンネル 〜Jのこだわり（テレビ朝日）
- ダイレクトテレショップ
- チョク笑
- NNN Newsリアルタイム（日本テレビ）
- 110の王 2nd Life
- フロアプレイ（フジテレビ）
- 密着!NHKワールドTVの舞台裏
- めざましどようび はぴじゃぱ（フジテレビ）
- 東京特許許可局 第6話（声のみ）
- 嘘の戦争
- リトルトーキョーライフ
- 金曜ロードSHOW!『HiGH&LOW THE RED RAIN』テレビ特別版

### 教材
- 情報モラル